# Dorothy Shakespear
Dorothy Shakespear (* 14. September 1886 in London, als Ehefrau von Ezra Pound seit 1914 mit Nachnamen auch Shakespear Pound oder Pound genannt; † 8. Dezember 1973 ebenda) war eine britische Künstlerin; sie war eine der wenigen am „Vortizismus“, einer Avantgarde-Bewegung in der bildenden Kunst, beteiligten Frauen. Ihre Werke erschienen beispielsweise auch in der Zeitschrift Blast, dem in den Jahren 1914 und 1915 herausgegebenen Organ der Vortizisten.

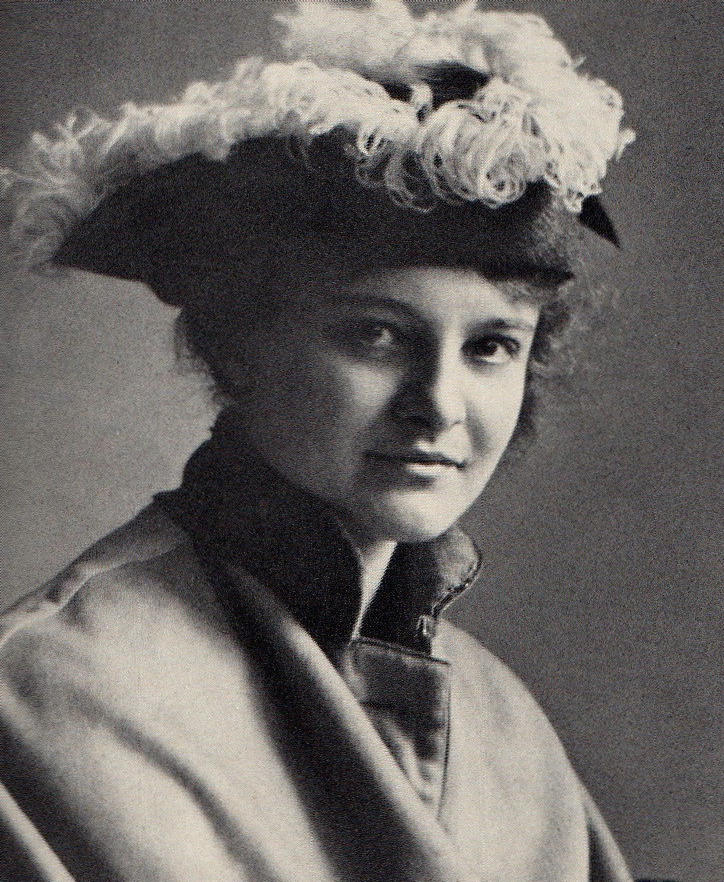
Dorothy Shakespear Pound, Ehefrau von Ezra Pound (um 1915)

## Leben
Geboren als Tochter der Romanschriftstellerin Olivia Shakespear und ihres Mannes Henry Hope Shakespear, heiratete Dorothy Shakespear am 20. April 1914 den amerikanischen Literaten und Publizisten Ezra Pound. Auf Grund der finanziellen Unterstützung des Paars durch Dorothys Mutter Olivia vermochte nun der publizistisch initiativfreudige Ezra Pound, aufstrebende Schriftsteller wie James Joyce, T. S. Eliot und Ernest Hemingway auch durch Geldzuwendungen zu fördern. Gemeinsam mit Dorothy lebte und arbeitete Ezra Pound als Privatsekretär bei William Butler Yeats, der in den 1890er Jahren eine enge Freundschaft mit Olivia Shakespear unterhielt, deren Literarischer Salon das literarische Leben Londons mitprägte und ab 1909 auch von Ezra Pound besucht worden war. – Beeinflusst von japanischen Holzschnitten und durch Künstler wie Wyndham Lewis und Henri Gaudier-Brzeska, entwickelte Dorothy ihren eigenständigen abstrakten Stil. Dorothy's Gesicht sehe aus „wie Dresdener China-Porzellan“, notierte Yeats 1915, während sie „ganze Tage“ damit verbringe, „höchst ungeheuerliche kubistische Bilder“ herzustellen.
In der von Wyndham Lewis 1914/1915 gegründeten und zusammen mit Ezra Pound herausgegebenen Vortizistenzeitschrift Blast wurden Grafiken von Dorothy publiziert, wie auch Ezra Pound in eigenen Publikationen um das Jahr 1915 Holzschnitte seiner Frau als Illustrationen verwendete, beispielsweise auf den Titelblättern seiner Gedichtesammlung Ripostes und der von ihm herausgegebenen Catholic Anthology; diese Anthologie enthält neben eigenen Gedichten Texte u. a. von William Butler Yeats und T. S. Eliot, dessen hierin abgedruckten Verse The Love Song of J. Alfred Prufrock als sein erstes bedeutendes Gedicht gelten. Sieben Jahre danach redigierte Ezra Pound T. S. Eliots Gedicht Das wüste Land, das mit seinen eigenen Cantos zu den berühmtesten lyrischen Werken der englischsprachigen Moderne zählt.
Ab 1920 wohnte das Ehepaar in Paris. In dieser Zeit lernte Ezra die Konzertgeigerin Olga Rudge kennen, mit der er und seine Ehefrau bis zu seinem Tode in einer so genannten Dreiecksbeziehung lebten. 1924 ließen sich Dorothy und Ezra im italienischen Rapallo nieder, wo ihre Existenzgrundlage aus dem Einkommen in englischer Währung bestand, das Dorothy aus Wertpapieren bezog. Ezra Pound konnte sich und seine Frau nicht durch seine literarische Arbeit ernähren. – Olga Rudge, inzwischen von Ezra Pound schwanger, folgte dem Ehepaar nach Italien; weniger an dem Kind als an der Möglichkeit einer stärkeren Bindung an den vitalen Literaten interessiert, gab sie die gemeinsame Tochter Mary nach der Geburt im Juli 1925 als Pflegekind für 200 Lire im Monat an eine Bauernfamilie in Gais im Pustertal, deren eigenes Kind gestorben war. Nachdem Dorothy von dieser Schwangerschaft erfahren hatte, wohnte sie, um sich von ihm zu trennen, eine Zeitlang mit ihrer Mutter in Siena und unternahm eine längere Reise durch Ägypten; nach ihrer Rückkehr, nun ebenfalls schwanger, verließ Ezra Pound mit seiner Frau Rapallo. Dorothy brachte im September 1926 in Paris, nachdem Ernest Hemingway sie ins dortige Amerikanische Krankenhaus gefahren hatte, ihren Sohn Omar zur Welt. Obwohl nicht als sicher gilt, dass er der biologische Vater war, unterzeichnete Ezra Pound die Geburtsurkunde des Sohnes und übernahm die Verantwortung als dessen Vater: „Die nächste Generation ist da, ein Junge“, schrieb er an seine Eltern, „beide, D & er, sind wohlauf“; und an seine Schwiegermutter Olivia Shakespear nach England, mit Blick auf den Namen des Jungen Omar Shakespear Pound – „man beachte das Crescendo“! Dorothy vertraute das Baby der Obhut ihrer Mutter an, und sie verbrachte ab 1930 die Sommer bei ihrem Sohn in Kensington, während zur gleichen Zeit Ezra Pound bei Olga Rudge in Venedig wohnte und die Tochter Mary aus dem Bergdorf zu sich holte. Omar war zwölf Jahre alt, als 1938 seine Großmutter Olivia starb. Ezra Pound war mittlerweile zu einem Fürsprecher des italienischen Diktators Mussolini geworden und unterstützte aktiv den Faschismus; er verbreitete über Radio Rom antiamerikanische und antisemitische Propaganda. – Mary und Omar begegneten sich erstmals in den Vereinigten Staaten von Amerika, um ihren in Folge seiner Verurteilung wegen Landesverrats in einer psychiatrischen Anstalt verwahrten Vater zu besuchen. Mary hatte die Kriegszeit auf der faschistischen Seite Italiens gelebt; Omar war als Freiwilliger in die amerikanische Armee eingetreten. Beide widmeten sich später dem Andenken an ihre Eltern: Mary wirkte mit bei der Schaffung eines Ezra Pound-Literaturzentrums und bei der Herausgabe von Briefen ihres Vaters an seine Eltern und verfasste Erinnerungen an ihren Vater; und Pounds Sohn Omar edierte den Briefwechsel seiner Eltern und half mit bei der Durchführung von Ausstellungen mit Werken von Dorothy Shakespear beispielsweise in Venedig (Peggy Guggenheim Collection) und London (Tate Britain).
Ezra Pound war 1945 von Partisanen festgenommen und den Amerikanern übergeben worden. In dieser Zeit entstand der berühmteste Teil seiner Cantos, die Pisaner Cantos. Pound wurde nach Washington gebracht und dort wegen Hochverrats angeklagt. Einer Verurteilung entging er, indem er von einem Gutachter für „unheilbar geistesgestört, aber harmlos“ erklärt wurde. Die nächsten zwölf Jahre verbrachte er wegen Geisteskrankheit in einer staatlichen Heilanstalt St. Elizabeth's Hospital in Washington. Dorothy Shakespear Pound konnte 1958 als gesetzliche Vertreterin ihres entmündigten Mannes, wie auch unter Beistand einstiger Freunde, darunter Ernest Hemingway, bei Gericht seine Freilassung und die Überstellung in ihre Obhut durchsetzen. Er kehrte nach Italien zurück. Bis zu seinem Tod lebte er sehr zurückgezogen und weigerte sich mit zunehmendem Alter, überhaupt noch zu sprechen. Während Ezra Pound bis zu seinem Tod mit Olga Rudge in Venedig blieb, verbrachte Dorothy Shakespear Pound ihre letzten Jahre getrennt von ihrem Mann in London.

## Werke/Ausstellungen (Auswahl)
- 1914: Aldeburgh Boats.[15]
- 1914/1915: Composition (= Blau / Schwarz).[16]
- 1914/1915: Abstract Composition.[17]
- 1915: Titelbild zu: Ezra Pound, Catholic Anthology 1914–1915 (London 1915).[18]
- 1915: Ripostes – Titelbild zu Ezra Pound, Ripostes … Whereto are appended the Complete Poetical Works of T. E. Hulme, with prefatory note (London 1915).
- 1915: Snow Scene („Schneeszene“). In: Blast Nr. 2, S. 35.[19]
- 1915: Vorticist Figures in: Blast Nr. 2 (1915).[20]
- 1918: Plane Tree (Wasserfarbe).[21]
- 1919: Pyrenees (Holzschnitt).[21]
- 1951: Ohne Titel (Abstrakte Landschaft), aus Privatbesitz (Omar S. Pound). In: The Vorticists: Rebel Artists in London and New York, 1914–1918, Ausstellungen, in Kooperation durchgeführt mit demNasher-Kunstmuseum, Duke University (Durham, North Carolina, USA, 2010), Peggy Guggenheim Collection (Venedig 2011) und Tate Britain (London 2011).
- 1971: Etruscan Gate / a notebook with drawings and watercolours (= „Etruskisches Tor / Tagebuch mit Zeichnungen und Aquarellen“).[22]
- 1997: Dreamscapes and Alphabets (= „Traumlandschaften und Alphabete“).[23]